# Steenwijker Aa
De Steenwijker Aa is een gekanaliseerde rivier in de Nederlandse provincies Drenthe en Overijssel. Het stroomdal loopt tussen de Woldberg en de Havelterberg door en is in oorsprong ontstaan door naar het zuidwesten bewegend landijs in de voorlaatste ijstijd, het Saalien.
De Steenwijker Aa begint ten zuiden van Vledder waar twee beken, de Vledder Aa en de Wapserveensche Aa zich samenvoegen tot één waterloop, de Steenwijker Aa. Vanaf dit punt stroomt de rivier in zuidwestelijke richting naar Steenwijk. Voor de kanalisatie eindigde het riviertje in de stadsgracht van de Steenwijker vestingwerken die op hun beurt weer door middel van een sluisje aan de Paardenmarkt in verbinding stonden met een gedempt gedeelte van het Steenwijkerdiep. Na de aanleg van de Afsluitdijk kon het sluisje vervallen. In die tijd werd ook het riviertje gekanaliseerd en bij Steenwijk in noordwestelijke richting omgelegd om de Oostermeenthe en Woldmeenthe. De Stadsgracht wordt sindsdien gevoed door een gemaal vanuit de afgedamde arm. Na de nieuwe spoorbrug bij Steenwijk wijzigt de naam in Steenwijkerdiep en stroomt het water in zuidwestelijke richting naar het plaatsje Muggenbeet waar deze uitmondt in de Wetering.